# Staphylea shweliensis
Staphylea shweliensis là một loài thực vật có hoa trong họ Staphyleaceae. Loài này được W.W. Sm. miêu tả khoa học đầu tiên năm 1921.